# Arturo Bresciani

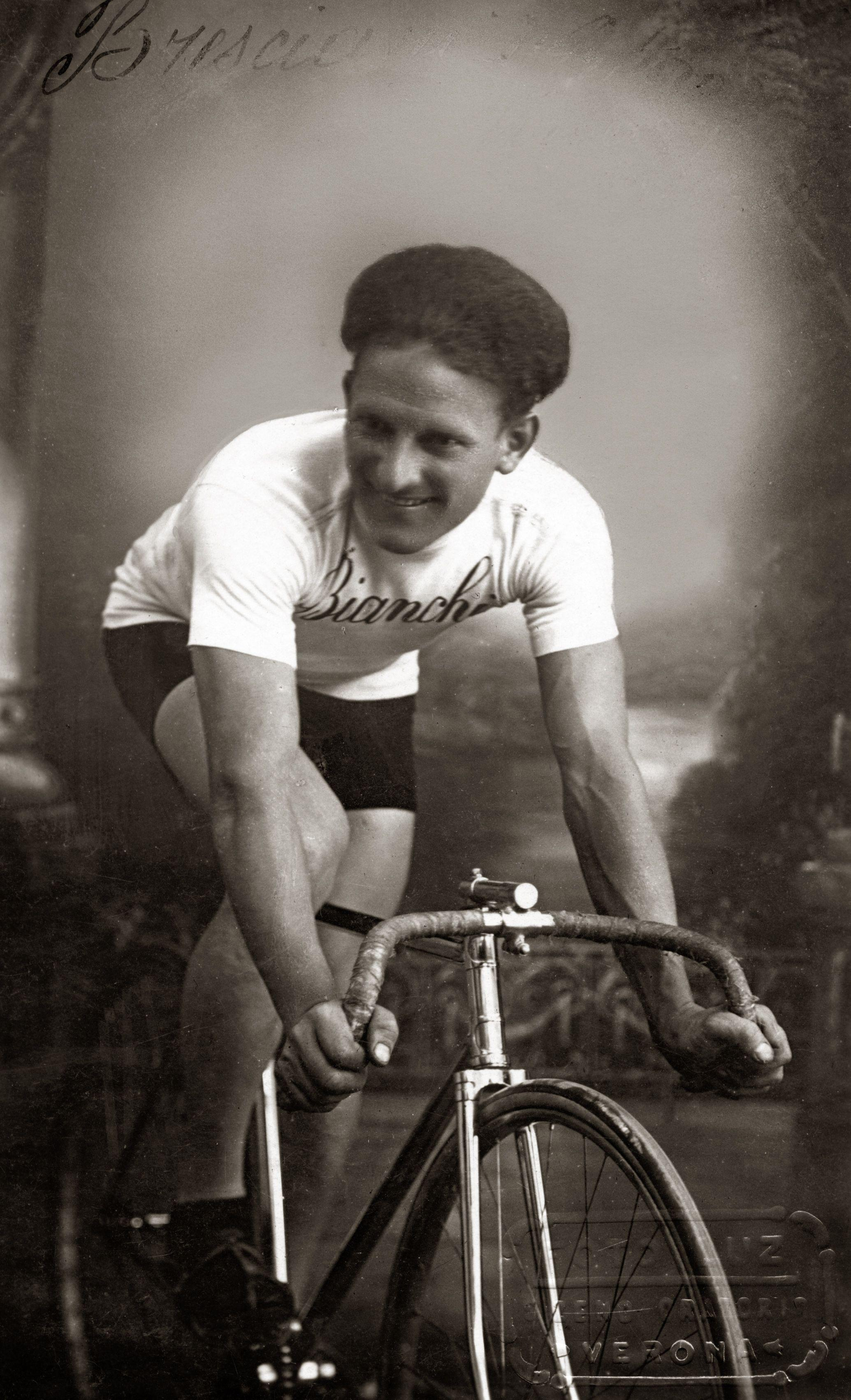
Arturo Bresciani

Arturo „Ardito“ Bresciani (* 25. Juni 1899 in San Martino Buon Albergo; † 17. Juni 1948 in Saint-André-d’Allas) war ein italienischer Radrennfahrer.

## Sportliche Laufbahn
Bresciani war Straßenradsportler und Teilnehmer der Olympischen Sommerspiele 1924 in Paris. Im olympischen Straßenrennen wurde er beim Sieg von Armand Blanchonnet als 12. klassiert. Die italienische Mannschaft belegte in der Mannschaftswertung den 5. Platz. Bei den Straßenradsport-Weltmeisterschaften 1924 kam er auf den 7. Platz. Als Amateur startete er für den Verein MVSN Verona.
Von 1925 bis 1936 war er als Berufsfahrer in diversen Radsportteams in Italien und Frankreich aktiv, überwiegend fuhr er für das Radsportteam Bianchi. Sein bedeutendster Erfolg war der Sieg auf der 11. Etappe des Giro d’Italia 1927, in der Gesamtwertung wurde er beim Sieg von Alfredo Binda Sechster. In der Einzelwertung des Giro konnte er 1926 Dritter hinter dem Sieger Giovanni Brunero werden. 1928 wurde er 28. in der Tour der France. 1932 gewann er das 24-Stunden-Rennen von Béziers. 1933 startete er im Steherrennen der Bahnradsport-Weltmeisterschaften.